# Acie Law
Acie Law IV (Dallas, Texas, 25 de enero de 1985) es un exjugador de baloncesto estadounidense que disputó cuatro temporadas en la NBA, desarrollando el resto de su carrera en el baloncesto europeo. Con 1,91 metros de estatura, jugaba en la posición de base.

## Trayectoria deportiva

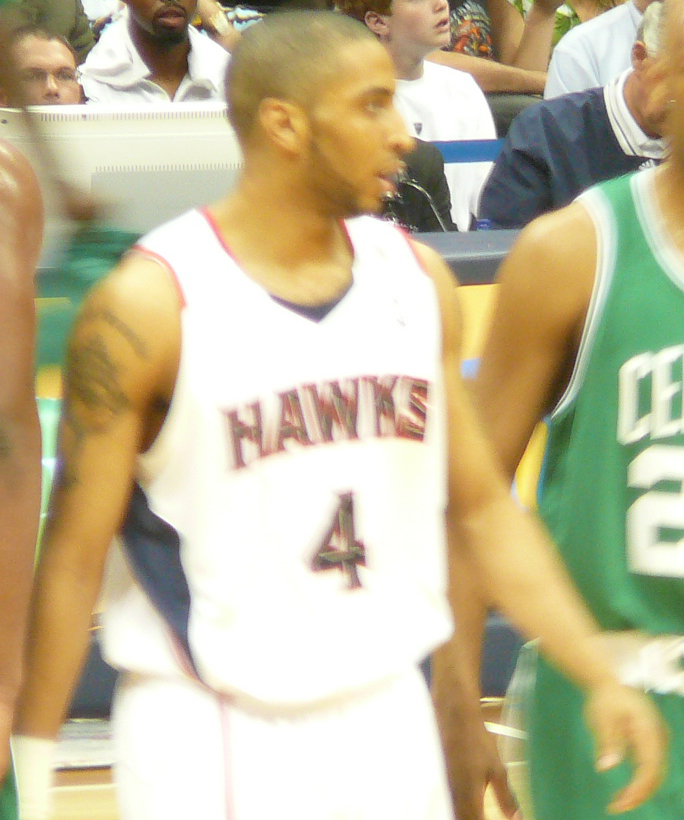
Acie Law en 2007.

### Universidad
Law desarrolló su carrera universitaria jugando con los Aggies de Texas A&M. En su primer año ya llegó al puesto de titular en 10 de los últimos 11 partidos del equipo, siendo el novato mejor en asistencias de la Big 12 Conference, con un promedio de 3,9 por partido, a lo que añadió 7,5 puntos y 2,1 rebotes. 
Tras un cambio de entrenador en los Aggies, Law pasó a ser titular indiscutible, y el balance de su equipo pasó de 7 victorias y 21 derrotas el año anterior a 21-10, lo que hizo que se ganaran una invitación al NIT. Law fue incluido en el quinteto de los más mejorados, acabando el año promediando 12 puntos y 4,9 asistencias. Acabó en dobles figuras en 20 partidos, incluidos 4 en los que pasó de 20 puntos.
En su año júnior llegó a ser uno de los únicos cuatro jugadores de la historia de Texas A&M en alcanzar en la misma temporada los 1000 puntos, 300 asistencias y 100 robos de balón. Acabó el año promediando 16,1 puntos, 4 asistencias y 3,4 rebotes, siendo el máximo anotador de su equipo.
Ya en su último año, su equipo consiguió situarse en el sexto puesto del ranking nacional, el mejor de toda su historia, teniendo además el mejor arranque de temporada desde 1959, y la mejor desde que están en la Big 12. Se convirtió en un especialista en jugadas el último segundo, siendo el jugador buscado en situaciones terminales. Acabó promediando ese año 18,1 puntos y 5 asistencias, con un espléndido 45,8% en tiros de 3 puntos.

### Profesional
NBA
Fue elegido en la undécima posición del Draft de la NBA de 2007 por Atlanta Hawks, firmando su contrato en el verano de ese mismo año.
Tras dos temporadas en Atlanta, el 24 de junio de 2009 fue traspasado a Golden State Warriors junto con Speedy Claxton a cambio de Jamal Crawford. El 16 de noviembre de 2009, Law fue traspasado a Charlotte Bobcats junto con Stephen Jackson a cambio de Raja Bell y Vladimir Radmanović. El 18 de febrero de 2010 fue traspasado a Chicago Bulls junto con Ronald Murray y una primera ronda de draft a cambio de Tyrus Thomas.
El 5 de agosto de 2010, Law firmó un contrato de un año con Memphis Grizzlies, pero el 9 de diciembre fue traspasado para acabar la temporada en Golden State Warriors.
Europa
Law fichó por el KK Partizan serbio en julio de 2011. En enero de 2012, Law firmó con el Olympiakos B.C. de Grecia.
En junio de 2014 recibió la carta de libertad de Olympiacos.

## Estadísticas de su carrera en la NBA

### Temporada regular
| Año     | Equipo       | PJ  | PT | MPP  | %TC  | %3P  | %TL  | RPP | APP | ROB | TPP | PPP |
| ------- | ------------ | --- | -- | ---- | ---- | ---- | ---- | --- | --- | --- | --- | --- |
| 2007–08 | Atlanta      | 56  | 6  | 15.4 | .401 | .206 | .792 | 1.0 | 2.0 | .5  | .0  | 4.2 |
| 2008–09 | Atlanta      | 55  | 1  | 10.2 | .374 | .310 | .817 | 1.1 | 1.6 | .2  | .1  | 2.9 |
| 2009–10 | Golden State | 5   | 0  | 13.2 | .643 | .333 | .800 | .4  | 1.4 | 1.2 | .0  | 6.2 |
| 2009–10 | Charlotte    | 9   | 0  | 3.7  | .313 | .000 | .857 | .1  | .3  | .1  | .1  | 1.8 |
| 2009–10 | Chicago      | 12  | 1  | 11.3 | .467 | .333 | .741 | 1.2 | 1.3 | .3  | .0  | 5.5 |
| 2010–11 | Memphis      | 11  | 0  | 8.5  | .158 | .000 | .600 | 1.0 | 1.3 | .4  | .0  | 1.1 |
| 2010–11 | Golden State | 40  | 0  | 15.8 | .467 | .200 | .759 | 1.3 | 1.8 | .7  | .0  | 5.1 |
| Total   | Total        | 188 | 8  | 12.7 | .413 | .235 | .778 | 1.0 | 1.6 | .4  | .0  | 3.9 |

### Playoffs
| Año   | Equipo  | PJ | PT | MPP | %TC  | %3P  | %TL   | RPP | APP | ROB | TPP | PPP |
| ----- | ------- | -- | -- | --- | ---- | ---- | ----- | --- | --- | --- | --- | --- |
| 2008  | Atlanta | 7  | 0  | 8.7 | .750 | .000 | .900  | .3  | 1.1 | .3  | .0  | 3.0 |
| 2009  | Atlanta | 6  | 0  | 4.7 | .333 | .333 | 1.000 | .3  | 1.0 | .0  | .0  | 1.3 |
| Total | Total   | 13 | 0  | 6.8 | .529 | .333 | .909  | .3  | 1.1 | .2  | .0  | 2.2 |